# Buste van Trefossa

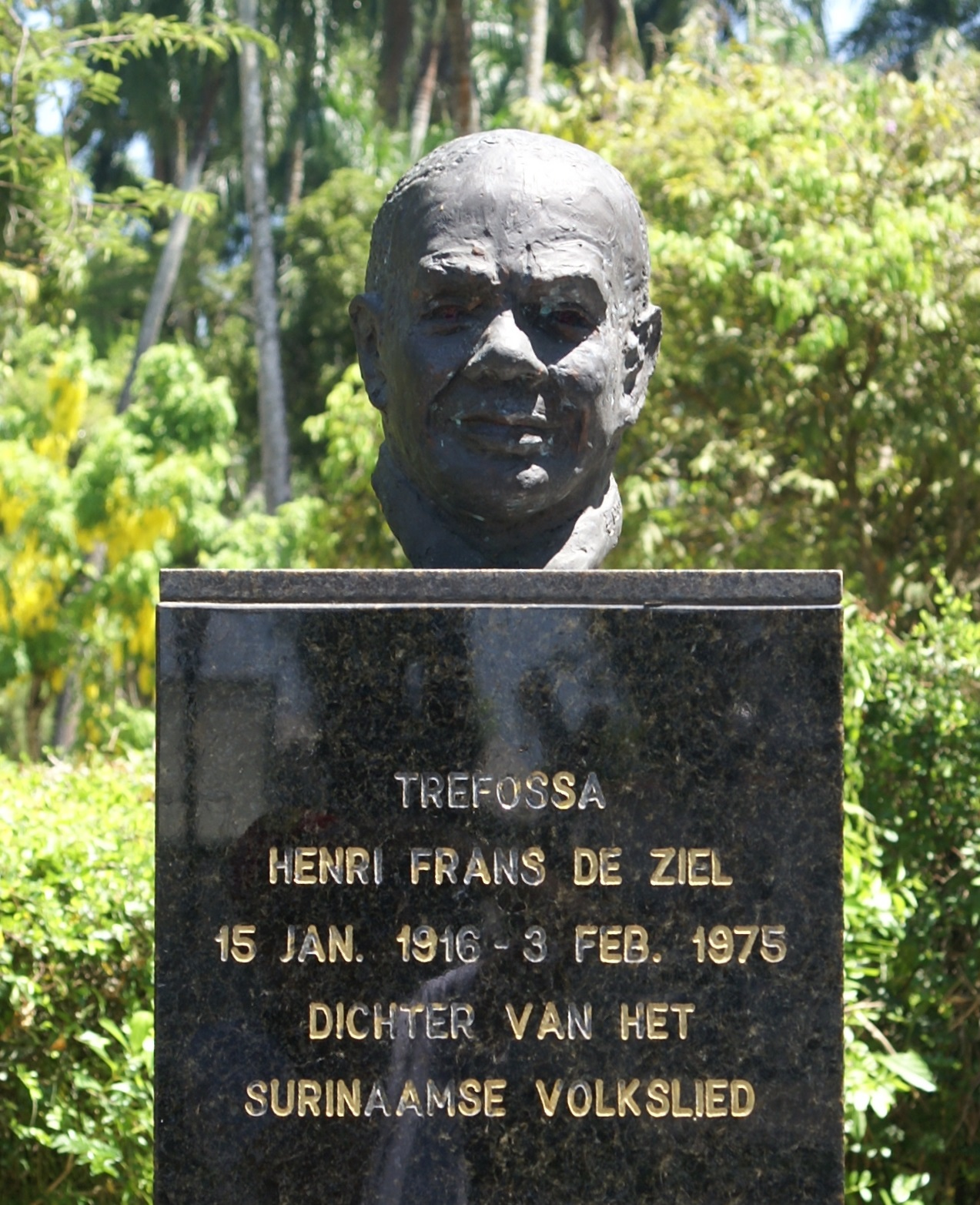
Trefossa, dichter van het Surinaamse volkslied.

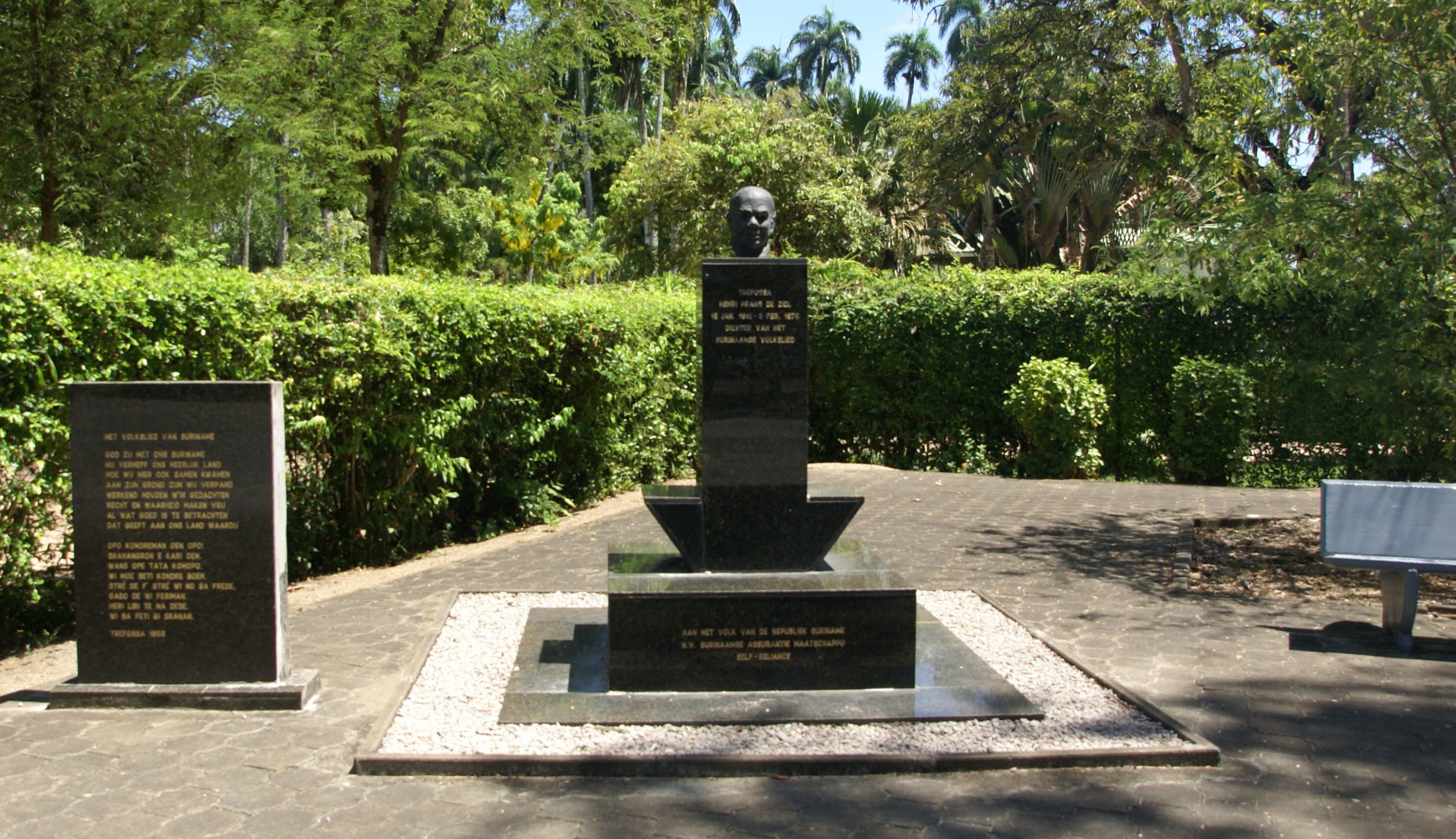
Het monument voor Trefossa uit 2012.

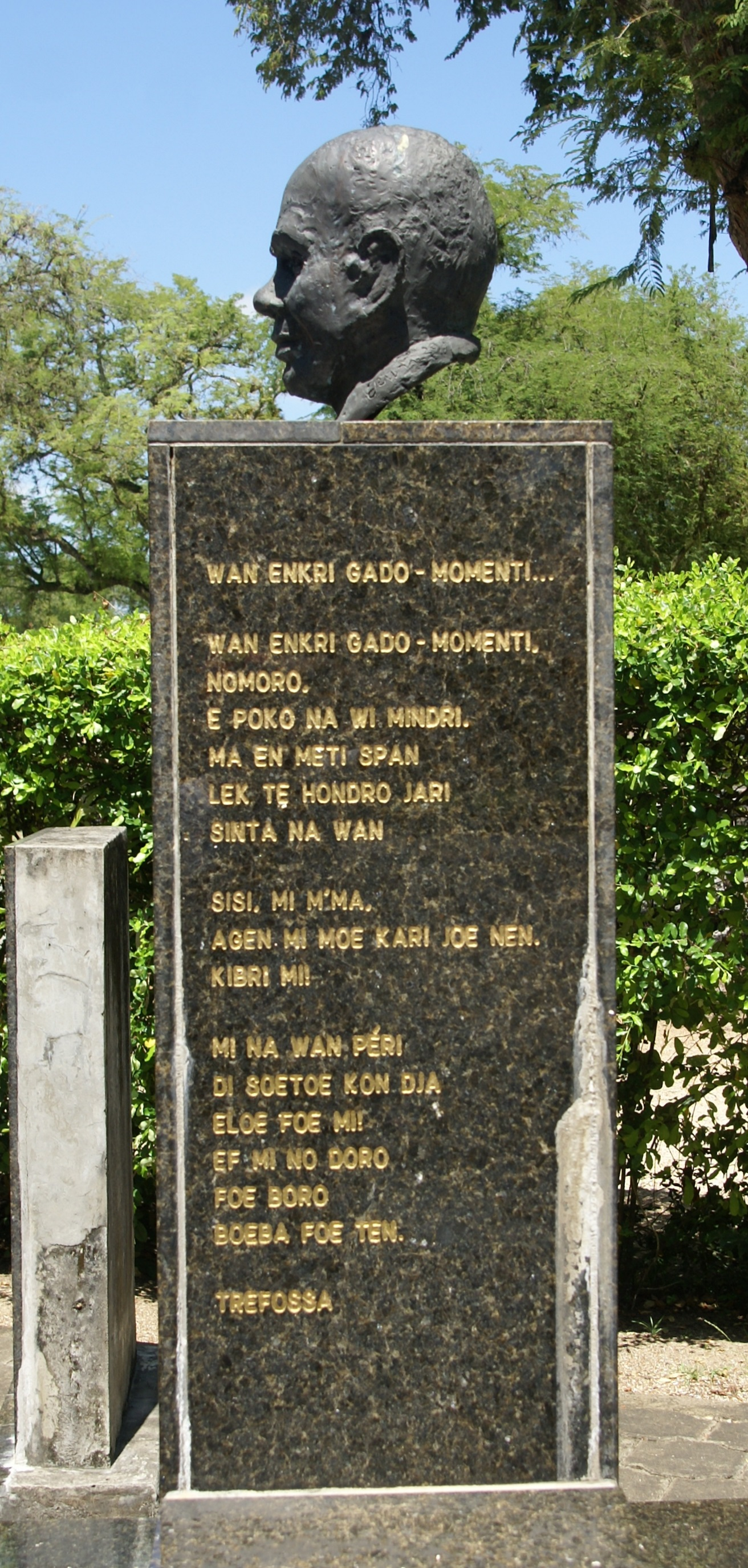
Op de zijkant staat het gedicht Wan enkri gado-momenti (Een enkel kosmisch moment).

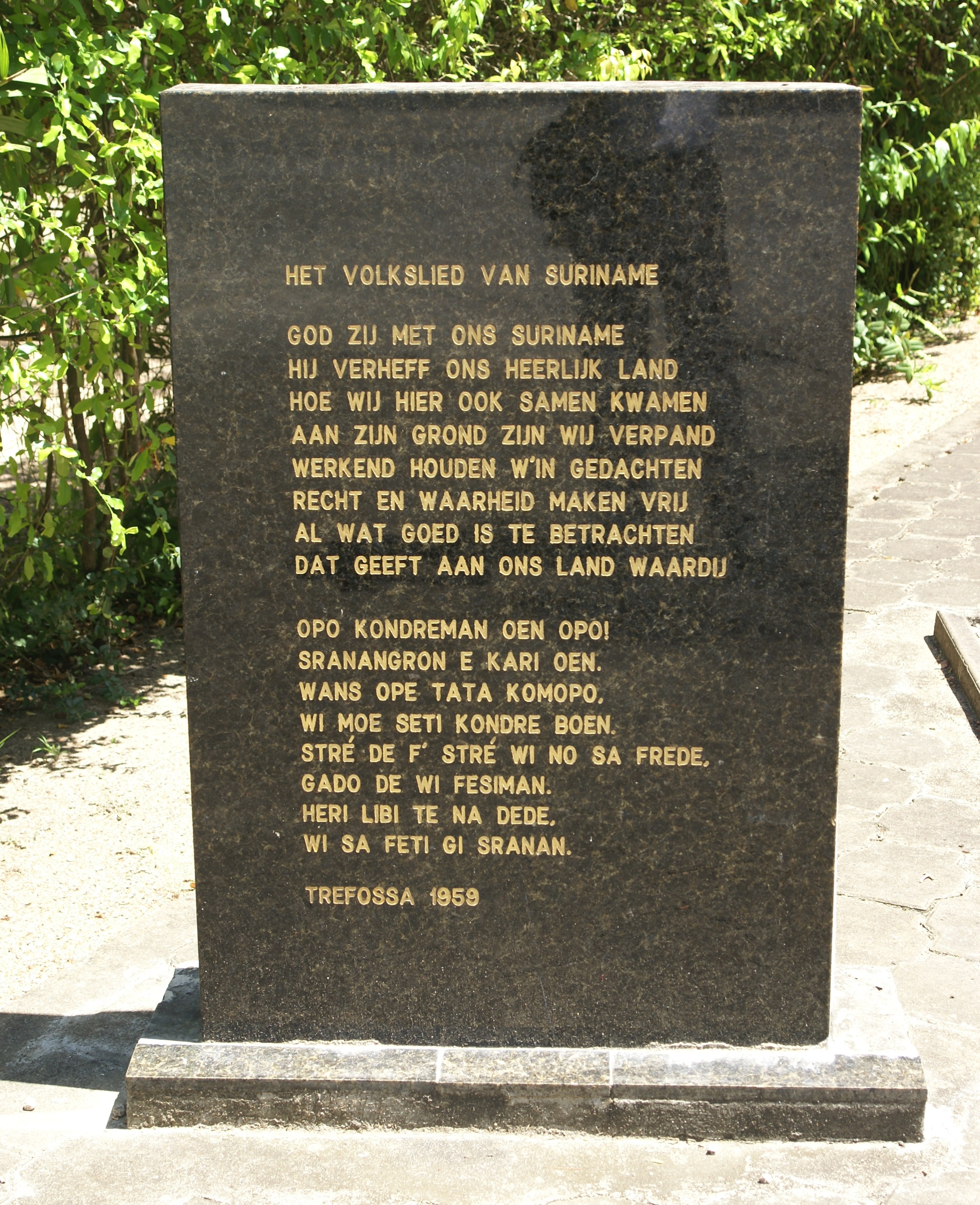
Het Surinaamse volkslied staat op een granieten steen die naast de buste staat opgesteld.

De buste van Trefossa staat aan de Kleine Combéweg bij de ingang van de Palmentuin in Paramaribo, Suriname.
Trefossa, pseudoniem van Henri Frans de Ziel (1916-1975), was dichter en grondlegger van de moderne Surinaamse poëzie.
Op het gezamenlijk initiatief van Carlo Jadnanansing, Stichting H.F. de Ziel en assurantiemaatschappij Self Reliance werd op 12 januari 2012 de bronzen buste gemaakt door Erwin de Vries, onthuld door minister Raymond Sapoen van Onderwijs en Volksontwikkeling en Helga Held als vertegenwoordiger van de familie. De kosten bedroegen 100.000 Surinaamse dollars.
De geplaatste buste is echter niet de eerste buste die gegoten werd. In juli 2011 werd de originele buste samen met enige andere beelden ontvreemd van het erf van de kunstenaar. De dieven werden niet gevonden en uiteindelijk goot De Vries op eigen kosten een tweede buste.
Op 15 januari 2016 wordt het kunstwerk uitgebreid met twee stenen banken op initiatief van de schrijfster Cynthia McLeod.
Het beeld werd in februari 2025 gestolen. De stichting Henri Frans de Ziel bracht daarna een oproep aan de samenleving uit om te helpen bij het terugvinden. Het beeld werd enkele weken later beschadigd teruggevonden.

## Gedicht
De bronzen buste is geplaatst op een granieten sokkel waarin het gedicht Wan enkri gado-momenti uit de bundel Trotji (1957) gegraveerd. 
De tekst op de voorzijde van de sokkel luidt:
Trefossa
Henri Frans de Ziel
15 jan. 1916 - 3 feb. 1975
dichter van het
Surinaamse volkslied.

Op de rechterzijde staat het gedicht in het Sranantongo:
Wan enkri gado-momenti...
 
Wan enkri gado-momenti.
Nomoro.
E poko na wi mindri.
Ma en meti span
Lek te hondro jari
Sinta na wan
 
Sisi, mi m'ma.
Agen mi moe kari joe nen.
Kibri mi!
 
Mi na wan péri
Di soetoe kon dja
Eloe foe mi!
Ef mi no doro
Foe boro
Boeba, foe ten.
 
Trefossa

Op de linkerzijde staat het gedicht in het Nederlands:
Een enkel kosmisch moment...
 
Slechts één kosmisch moment,
Niet meer,
Trilt in ons midden
Maar zijn substantie is zo
Compact
Als eeuwen
Die aan elkaar gesmeed zijn.
 
Sisi, kosmische moeder
Opnieuw moet ik u aanroepen
Beschermt u mij!
Ik ben een pijl
Die hier naar toe is
Afgeschoten
Wee mij!
Als ik er niet in slaag
Het omhulsel van de tijd te
Doorboren.
 
Vertaling door
Carlo Jadnanansing

Links van de buste staat een granieten blok met daarin het Surinaamse volkslied gegraveerd dat door Trefossa werd geschreven.
De tekst luidt:
Het volkslied van Suriname
 
God zij met ons Suriname
Hij verheff ons heerlijk land
Hoe wij hier ook samen kwamen
Aan zijn grond zijn wij verpand
Werkend houden w'in gedachten
Recht en waarheid maken vrij
Al wat goed is te betrachten
Dat geeft aan ons land waardij
 
Opo kondreman oen opo!
Sranangron e kari oen.
Wans ope tata komopo,
Wi moe seti kondre boen.
Stré de f' stré wi no sa frede,
Gado de wi fesiman.
Heri libi te na dede,
Wi sa feti gi Sranan.
 
Trefossa 1959